# Federico IV di Turingia
Federico IV di Turingia, detto il Pacifico (in tedesco Friedrich der Friedfertige) o il Semplice (in tedesco Friedrich der Einfältige) (... – Weißensee, 7 maggio 1440), fu un membro della casata di Wettin, langravio di Turingia dal 1406 fino alla sua morte.

## Biografia
Federico, menzionato per la prima volta dalle fonti il 30 novembre 1384, era il figlio di Baldassare di Turingia e della sua prima moglie, la principessa Margherita di Norimberga, discendente dai burgravi di Norimberga della dinastia degli Hohenzollern. Suo padre aveva ricevuto il Langraviato di Turingia con la suddivisione di Chemnitz del 1382 e fu in grado di estendere i suoi territori in occasione di alcune scaramucce con la nobiltà locale. Dopo la morte della prima moglie Margherita nel 1391, sposò in seconde nozze la principessa ascanica Anna di Sassonia-Wittenberg.
Il Baldassare progettò di far sposare suo figlio con Elisabetta di Görlitz, una nipote del defunto imperatore Carlo IV. Tuttavia, quando Federico succedette al padre nel 1406, questi tentativi erano già falliti. Un anno dopo la successione sposò la contessa Anna (morta nel 1431), figlia del conte Günther XXX di Schwarzburg-Blankenburg, dalla quale non ebbe figli.
Federico è considerato un sovrano relativamente debole, molto dipendente dall'influenza di sua moglie e dei suoi parenti. Per finanziare la sua sontuosa corte, vendette una grande quantità di terre e titoli, tra cui alcune delle zone più remote di Meißen per 15.000 fiorini. Nel 1436 fece espellere tutti gli ebrei dalla Turingia.
Alla sua morte di Federico, la Turingia fu ereditata dai due suoi cugini: l'elettore Federico II di Sassonia e suo fratello Guglielmo III. La successione portò alla suddivisione di Altenburg del 1445 e alla successiva guerra fratricida sassone.

## Ascendenza
|                                     |                                      |                                              | Genitori                                                            |  |  | Nonni |  |  | Bisnonni                        |  |  | Trisnonni                         |  |
|                                     |                                      |                                              |                                                                     |  |  |       |  |  | Federico I, margravio di Meißen |  |  | Alberto II, margravio di Turingia |  |
|                                     |                                      |                                              |                                                                     |  |  |       |  |  | Federico I, margravio di Meißen |  |  | Alberto II, margravio di Turingia |  |
|                                     |                                      | Margherita di Sicilia                        |                                                                     |  |  |       |  |  | Federico I, margravio di Meißen |  |  |                                   |  |
| Federico II, margravio di Meißen    |                                      |                                              |                                                                     |  |  |       |  |  | Federico I, margravio di Meißen |  |  |                                   |  |
|                                     |                                      | Elisabetta di Lobdeburg-Arnshaugk            | Hartmann XI, conte di Lobdeburg-Arnshaugk                           |  |  |       |  |  |                                 |  |  |                                   |  |
|                                     |                                      | Elisabetta di Lobdeburg-Arnshaugk            | Hartmann XI, conte di Lobdeburg-Arnshaugk                           |  |  |       |  |  |                                 |  |  |                                   |  |
|                                     |                                      | Elisabetta di Lobdeburg-Arnshaugk            | Elisabetta di Weimar-Orlamünde                                      |  |  |       |  |  |                                 |  |  |                                   |  |
| Baldassarre, margravio di Meißen    |                                      | Elisabetta di Lobdeburg-Arnshaugk            |                                                                     |  |  |       |  |  |                                 |  |  |                                   |  |
|                                     |                                      | Ludovico, imperatore dei Romani              | Ludovico II, duca della Baviera Superiore e conte palatino del Reno |  |  |       |  |  |                                 |  |  |                                   |  |
|                                     |                                      | Ludovico, imperatore dei Romani              | Ludovico II, duca della Baviera Superiore e conte palatino del Reno |  |  |       |  |  |                                 |  |  |                                   |  |
|                                     |                                      | Ludovico, imperatore dei Romani              | Matilde d'Asburgo                                                   |  |  |       |  |  |                                 |  |  |                                   |  |
| Matilde di Baviera                  |                                      | Ludovico, imperatore dei Romani              |                                                                     |  |  |       |  |  |                                 |  |  |                                   |  |
|                                     |                                      | Beatrice di Świdnica                         | Bolko I, duca di Świdnica                                           |  |  |       |  |  |                                 |  |  |                                   |  |
|                                     |                                      | Beatrice di Świdnica                         | Bolko I, duca di Świdnica                                           |  |  |       |  |  |                                 |  |  |                                   |  |
|                                     |                                      | Beatrice di Świdnica                         | Beatrice di Brandeburgo-Salzwedel                                   |  |  |       |  |  |                                 |  |  |                                   |  |
| Federico IV, margravio di Meißen    |                                      | Beatrice di Świdnica                         |                                                                     |  |  |       |  |  |                                 |  |  |                                   |  |
|                                     | Federico IV, burgravio di Norimberga | Federico III, burgravio di Norimberga        |                                                                     |  |  |       |  |  |                                 |  |  |                                   |  |
|                                     | Federico IV, burgravio di Norimberga | Federico III, burgravio di Norimberga        |                                                                     |  |  |       |  |  |                                 |  |  |                                   |  |
|                                     | Federico IV, burgravio di Norimberga | Elena di Sassonia                            |                                                                     |  |  |       |  |  |                                 |  |  |                                   |  |
| Alberto II, burgravio di Norimberga | Federico IV, burgravio di Norimberga |                                              |                                                                     |  |  |       |  |  |                                 |  |  |                                   |  |
|                                     |                                      | Margherita di Gorizia-Tirolo                 | Alberto II di Gorizia-Tirolo                                        |  |  |       |  |  |                                 |  |  |                                   |  |
|                                     |                                      | Margherita di Gorizia-Tirolo                 | Alberto II di Gorizia-Tirolo                                        |  |  |       |  |  |                                 |  |  |                                   |  |
|                                     |                                      | Margherita di Gorizia-Tirolo                 | Agnese di Hohenberg                                                 |  |  |       |  |  |                                 |  |  |                                   |  |
| Margherita di Norimberga            |                                      | Margherita di Gorizia-Tirolo                 |                                                                     |  |  |       |  |  |                                 |  |  |                                   |  |
|                                     |                                      | Enrico VIII, conte di Henneberg-Schleusingen | Bertoldo VII, conte di Henneberg-Schleusingen                       |  |  |       |  |  |                                 |  |  |                                   |  |
|                                     |                                      | Enrico VIII, conte di Henneberg-Schleusingen | Bertoldo VII, conte di Henneberg-Schleusingen                       |  |  |       |  |  |                                 |  |  |                                   |  |
|                                     |                                      | Enrico VIII, conte di Henneberg-Schleusingen | Adelaide d'Assia                                                    |  |  |       |  |  |                                 |  |  |                                   |  |
| Sofia di Henneberg-Schleusingen     |                                      | Enrico VIII, conte di Henneberg-Schleusingen |                                                                     |  |  |       |  |  |                                 |  |  |                                   |  |
|                                     |                                      | Jutta di Brandeburgo-Salzwedel               | Ermanno I, margravio di Brandeburgo-Salzwedel                       |  |  |       |  |  |                                 |  |  |                                   |  |
|                                     |                                      | Jutta di Brandeburgo-Salzwedel               | Ermanno I, margravio di Brandeburgo-Salzwedel                       |  |  |       |  |  |                                 |  |  |                                   |  |
|                                     |                                      | Jutta di Brandeburgo-Salzwedel               | Anna d'Asburgo                                                      |  |  |       |  |  |                                 |  |  |                                   |  |
|                                     |                                      | Jutta di Brandeburgo-Salzwedel               |                                                                     |  |  |       |  |  |                                 |  |  |                                   |  |